# Paname Underground
Paname Underground est un roman de Zarca paru le 19 octobre 2017 aux Éditions Goutte d'Or. Il reçoit la même année le prix de Flore, ex aequo avec L'Invention des corps de Pierre Ducrozet.

## Résumé
Paname Underground raconte le cheminement de son narrateur dans Paris, alors qu’un meurtre vient d’être commis. Au fil du récit, il rencontre et décrit plusieurs aspects des bas-fonds parisiens : le milieu de la drogue, celui de la prostitution, les squats ou encore les catacombes.

## Réception critique
Le roman est sélectionné pour le prix de Flore, qu’il remporte en novembre 2017, avec six votes du jury, tout comme L’invention des corps de Pierre Ducrozet.
Un film documentaire est en préparation, qui aborde les sujets évoqués dans le livre.

## Éditions
- Éditions Goutte d'Or, 2017[5],  (ISBN 979-1096906048).